# Block de Izquierda
El Block de Izquierda fue una coalición política chilena de izquierda creada en 1934. Nació como una firme opositora al segundo gobierno de Arturo Alessandri Palma.
Los integrantes de esta combinación fueron el Partido Socialista, el Partido Radical Socialista, el Partido Democrático y la Izquierda Comunista. El Partido Comunista se excluyó debido a su entonces restrictiva política de alianza con partidos burgueses (cuestión que cambiaría tras el séptimo Congreso de la Internacional Comunista de 1935), mientras que el Partido Radical (que había pasado a la oposición), tampoco entró ya que aún no consolidaba su acercamiento con otras fuerzas de izquierda.
Los parlamentarios de la coalición impusieron un fuerte control en contra de las acciones del gobierno, realizando varias acusaciones en contra sus ministros de Estado. De hecho, tras la presentación de un proyecto de pago de deuda externa elaborado por el ministro de Hacienda, Gustavo Ross, los diputados del Block de Izquierda amenazaron con retirarse de sus labores parlamentarias. En respuesta a esto, el gobierno presentó un proyecto para reprimir delitos contra la seguridad interior del Estado, cuestión que provocó la reincorporación inmediata de los legisladores.
En 1936, tanto los comunistas como los radicales se acercaron a este grupo y finalmente crearon el Frente Popular, coalición electoral que levantó la candidatura presidencial de Pedro Aguirre Cerda en 1938.